# Пиршковень (комуна)
Пиршковень, Пиршковені (рум. Pârșcoveni) — комуна у повіті Олт в Румунії. До складу комуни входять такі села (дані про населення за 2002 рік):
- Бутой (408 осіб)
- Оларі (1093 особи)
- Пиршковень (1893 особи)

Комуна розташована на відстані 149 км на захід від Бухареста, 18 км на південний захід від Слатіни, 33 км на схід від Крайови.

## Населення
За даними перепису населення 2002 року у комуні проживали 4914 осіб. Усі жителі комуни рідною мовою назвали румунську.
Національний склад населення комуни:
| Національність | Кількість осіб | Відсоток |
| -------------- | -------------- | -------- |
| румуни         | 4911           | 99,9%    |
| цигани         | 3              | 0,1%     |

Склад населення комуни за віросповіданням:
| Релігія                                       | Кількість осіб | Відсоток |
| --------------------------------------------- | -------------- | -------- |
| православні                                   | 4908           | 99,9%    |
| адвентисти                                    | 4              | 0,1%     |
| греко-католики                                | 1              | < 0,1%   |
| лютерани (Синодально-пресвітеріанська церква) | 1              | < 0,1%   |